# Epicauta cryptogramaca
Epicauta cryptogramaca is een keversoort uit de familie van oliekevers (Meloidae). De wetenschappelijke naam van de soort is voor het eerst geldig gepubliceerd in 2006 door Yang & Ren.